# Oscar del calcio AIC 2007

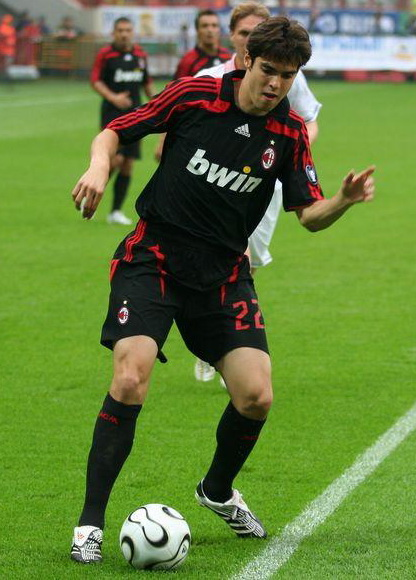
Il brasiliano Kaká, migliore calciatore assoluto agli Oscar del calcio AIC 2007.

L’Oscar del calcio AIC 2007 fu l'undicesima edizione dell'Oscar del calcio AIC, la manifestazione in cui vengono premiati i protagonisti del calcio italiano dall'Associazione Italiana Calciatori.

## Vincitori
Di seguito sono riportate tutte le nomination dei vari oscar assegnati il 28 gennaio 2008:

### Migliore calciatore italiano
| Piazzamento | Giocatore        | Squadra |
| ----------- | ---------------- | ------- |
| Vincitore   | Francesco Totti  | Roma    |
| Nomination  | Daniele De Rossi | Roma    |
| Nomination  | Andrea Pirlo     | Milan   |

### Migliore calciatore straniero
| Piazzamento | Giocatore          | Nazionalità | Squadra    |
| ----------- | ------------------ | ----------- | ---------- |
| Vincitore   | Kaká               | Brasile     | Milan      |
| Nomination  | Zlatan Ibrahimović | Svezia      | Inter      |
| Nomination  | Adrian Mutu        | Romania     | Fiorentina |

### Migliore portiere
| Piazzamento | Giocatore      | Squadra    |
| ----------- | -------------- | ---------- |
| Vincitore   | Angelo Peruzzi | Lazio      |
| Nomination  | Sébastien Frey | Fiorentina |
| Nomination  | Júlio César    | Inter      |

### Migliore calciatore giovane
| Piazzamento | Giocatore          | Squadra             |
| ----------- | ------------------ | ------------------- |
| Vincitore   | Riccardo Montolivo | Fiorentina          |
| Nomination  | Giampaolo Pazzini  | Fiorentina          |
| Nomination  | Giuseppe Rossi     | Newcastle Utd Parma |

### Migliore allenatore
| Piazzamento | Allenatore        | Squadra    |
| ----------- | ----------------- | ---------- |
| Vincitore   | Luciano Spalletti | Roma       |
| Nomination  | Carlo Ancelotti   | Milan      |
| Nomination  | Cesare Prandelli  | Fiorentina |

### Migliore difensore
| Piazzamento | Difensore        | Squadra |
| ----------- | ---------------- | ------- |
| Vincitore   | Marco Materazzi  | Inter   |
| Nomination  | Philippe Mexès   | Roma    |
| Nomination  | Alessandro Nesta | Milan   |

### Migliore calciatore assoluto
| Piazzamento | Giocatore       | Nazionalità | Squadra |
| ----------- | --------------- | ----------- | ------- |
| Vincitore   | Kaká            | Brasile     | Milan   |
| Nomination  | Francesco Totti | Italia      | Roma    |

### Migliore arbitro
| Piazzamento | Arbitro              |
| ----------- | -------------------- |
| Vincitore   | Roberto Rosetti      |
| Nomination  | Nicola Rizzoli       |
| Nomination  | Massimiliano Saccani |

### Miglior gol
| Piazzamento | Giocatore          | Squadra  | Partita                            |
| ----------- | ------------------ | -------- | ---------------------------------- |
| Vincitore   | Riccardo Zampagna  | Atalanta | Fiorentina - Atalanta (16/09/2007) |
| Nomination  | Giuseppe Rossi     | Parma    | Parma - Torino (21/01/2007)        |
| Nomination  | Antonio Di Natale  | Udinese  | Udinese - Reggina (22/09/2007)     |
| Nomination  | Zlatan Ibrahimović | Inter    | Inter - Sampdoria (26/09/2007)     |

### Campione dei Campioni
È stato eletto il Campione dei Campioni tra uno dei dieci vincitori della categoria Migliore calciatore assoluto dal 1997 al 2006. Si è aggiudicato il titolo Ronaldo:
| Giocatore         | Nazionalità | Squadra                 | Anni da Migliore assoluto |
| ----------------- | ----------- | ----------------------- | ------------------------- |
| Ronaldo           | Brasile     | Milan                   | 1998, Inter               |
| Fabio Cannavaro   | Italia      | Real Madrid             | 2006, Juventus            |
| Alberto Gilardino | Italia      | Milan                   | 2005, Parma               |
| Kaká              | Brasile     | Milan                   | 2004, Milan               |
| Francesco Totti   | Italia      | Roma                    | 2000 e 2003, Roma         |
| Pavel Nedvěd      | Rep. Ceca   | Juventus                | 2003, Juventus            |
| David Trezeguet   | Francia     | Juventus                | 2002, Juventus            |
| Zinédine Zidane   | Francia     | Ritirato                | 2001, Juventus            |
| Christian Vieri   | Italia      | Fiorentina              | 1999, Lazio               |
| Roberto Mancini   | Italia      | Svincolato (allenatore) | 1997, Sampdoria           |